# Mas de Barberans
Mas de Barberans település Spanyolországban, Tarragona tartományban. Mas de Barberans Roquetes, Santa Bàrbara, Tarragona, La Galera, Ulldecona és La Sénia községekkel határos. Lakosainak száma 547 fő (2024).

## Népesség
A település népessége az elmúlt években az alábbi módon változott:
| Lakosok száma | 92   | 1610 | 1237 | 1017 | 784  | 683  | 645  | 619  | 578  | 547  |
|               | 1717 | 1900 | 1940 | 1960 | 1986 | 2005 | 2010 | 2014 | 2019 | 2024 |